# QiQUMO
QiQUMO（キクモ）は、株式会社クロス・マーケティングが提供するセルフアンケートツールである。

## 概要
2017年4月にサービスが開始された。2025年6月時点の登録者数は約12,000人とされる。
利用者はウェブサイト上でアンケートの作成と配信設定を行い、回答データを収集する。収集したデータはダッシュボードで確認するほか、ローデータ形式でのダウンロードや、同社が提供する集計ツール「Cross Finder2」を用いて分析することができる。
アンケートの配信対象は、同社が保有するモニターパネル、または利用者が保有する顧客リストなどが利用可能である。また、海外のモニターを対象とした「GlobalQiQUMO（グローバルキクモ）」というサービスも展開している。